# عته
العته عبارة عن آفة ناشئة عن الذات توجب خللا في العقل فيصير صاحبه مختلط العقل، فيشبه بعض كلامه كلام العقلاء وبعضه كلام المجانين، بخلاف السفه، فإنه لا يشابه المجنون لكن تعتريه خفة، إما فرحا وإما غضبا.